# Koningsdag 2021
Koningsdag 2021 was in het Koninkrijk der Nederlanden een nationale feestdag, gevierd op 27 april 2021 ter ere van de 54ste verjaardag van koning Willem-Alexander. In verband met de coronacrisis kon de feestdag niet op de normale manier gevierd worden. Wel legde de koning een bezoek af aan de High Tech Campus in Eindhoven.

## Viering
In tegenstelling tot de editie van een jaar eerder, die aan het begin van de coronacrisis viel, legde de koning een bezoek af in een Nederlandse stad, in dit geval Eindhoven. Hier mocht echter geen publiek bij zijn. Ook de Koningsspelen gingen door. Vrijmarkten en concerten konden echter niet in fysieke vorm doorgaan. Daarom werd ook dit jaar een digitale vrijmarkt gehouden.
Als afsluiting van de dag verzorgden The Streamers 's avonds een liveconcert vanuit de Koninklijke Stallen bij Paleis Noordeinde. Op het hoogtepunt keken meer dan 2,5 miljoen mensen naar de livestream.